# 트랜스포머: 사라진 시대
《트랜스포머: 사라진 시대》(영어: Transformers: Age of Extinction)은 2014년에 공개된 미국의 영화이다. 트랜스포머 실사영화 시리즈의 네번째 영화이다.

## 줄거리
6천 5백만 년 전, "크리에이터"로 알려진 외계 종족이 씨앗(Seed)이라고 불리는 장치들을 사용하여 지구를 "트랜스포미움"이라는 금속 합금으로 뒤덮었고, 이 과정에서 공룡을 멸종시킨 것으로 추정된다. 현재, 지질학자 달시 티렐(Darcy Tirrel)은 KSI 인더스트리(K.S.I. Industries)를 위해 트랜스포미움을 발굴하여 트랜스포머 드론을 만드는 데 사용한다.
트랜스포머: 달의 어둠 (2011)에서 묘사되었듯이, 시카고 전투 이후 몇 년 동안, 인간들은 트랜스포머를 적대적으로 보고 NEST를 포함한 모든 공동 작전을 중단한다. 대중은 오토봇이 피난처를 제공받았다고 믿지만, 기회주의적이고 부패한 정보 요원 해럴드 애팅거(Harold Attinger)가 이끄는 CIA 비밀 작전 부대인 공동묘지 바람(Cemetery Wind)에 의해 사냥당하고 있었다. 애팅거는 모든 트랜스포머가 위험하고 파괴되어야 한다고 믿는다. 크리에이터를 위해 일하는 사이버트론 암살자이자 현상금 사냥꾼 록다운은 옵티머스 프라임을 찾는 임무를 맡는다. 그 대가로 그는 자신의 부대가 옵티머스를 잡는 데 성공하면 애팅거에게 씨앗을 준다. 록다운은 옵티머스의 위치를 알려주기를 거부한 라쳇을 찾아 죽인다.
멕시코시티에서 심하게 손상된 옵티머스는 텍사스에 숨어 있다가 재정난을 겪는 발명가이자 독신 아버지인 케이드 예거(Cade Yeager)에게 발견된다. 그의 십대 딸 테사(Tessa)와 사업 파트너 루카스 플래너리(Lucas Flannery)는 옵티머스를 당국에 넘기라고 권하지만, 케이드는 대신 옵티머스를 수리한다. 광고된 보상을 받기 위해 루카스는 당국에 신고하고, 애팅거의 현장 지휘관인 제임스 사보이(James Savoy)가 예거 농장을 공격하지만, 옵티머스와 테사의 비밀 남자친구인 아일랜드 랠리 카 운전사 셰인 다이슨(Shane Dyson)이 가족을 구한다. 추격 중 루카스는 록다운의 수류탄에 맞아 사망한다. 옵티머스는 살아남은 오토봇들인 범블비, 하운드, 드리프트, 크로스헤어즈를 소환한다. 훔친 CIA 드론을 사용하여 케이드는 KSI와 공동묘지 바람의 연관성 및 오토봇 공격에 대한 정보를 얻는다.
시카고에 있는 KSI 본사에 침투한 케이드는 죽은 오토봇들과 디셉티콘들이 트랜스포머 드론을 만들기 위해 녹여지고 있음을 발견한다. KSI의 CEO인 조슈아 조이스(Joshua Joyce)는 애팅거와 협력하여 씨앗을 사용하여 더 많은 트랜스포미움을 만들어 전 세계 방어를 혁신하고 인간 사회를 개선하려고 한다. 그는 또한 붙잡힌 브레인즈(Brains)와 메가트론의 머리를 사용하여 시제품 트랜스포머 병사, 갈바트론과 스팅어(Stinger)를 만들었다. 오토봇들은 건물을 습격하여 실험실을 파괴하지만, 조슈아가 더 이상 그들이 필요 없다고 선언하자 곧 떠난다. 애팅거는 조슈아에게 갈바트론과 스팅어를 배치하여 오토봇을 잡으라고 강요한다. 전투 중에 갈바트론의 행동이 불규칙해진다. 갈바트론이 옵티머스와 싸우면서, 그는 통제에서 자율적으로 벗어난다. 갑자기 록다운이 도착하여 옵티머스와 테사 둘 다 납치하고 갈바트론은 후퇴한다.
록다운의 거대한 감옥 우주선이 씨앗을 넘겨주기 위해 시카고 상공을 떠도는 동안, 케이드, 셰인, 그리고 오토봇들은 옵티머스와 테사를 구하기 위해 몰래 탑승한다. 그들은 록다운이 지구를 떠나기 직전, 다이노봇이라고 불리는 다른 트랜스포머들을 싣고 있는 작은 우주선을 탈취한다. 오토봇들은 갈바트론이 메가트론의 환생이며, 씨앗과 트랜스포머 드론을 사용하여 세계를 정복할 계획이고, KSI는 몽골 사막에서 씨앗을 사용하여 막대한 양의 트랜스포미움을 만들 계획임을 알게 된다. 케이드는 조슈아에게 이 사실을 알리고, 조슈아는 달시와 그의 중국 사업 파트너인 쑤 유에밍(Su Yueming)의 도움으로 씨앗을 넘겨주기로 동의한다. 갈바트론은 스스로 재활성화되어 드론들을 통제한다. 이어서 홍콩에서 오토봇, 공동묘지 바람, 그리고 드론들 사이에 전투가 벌어진다. 싸움 중에 케이드는 사보이를 추락시켜 죽이고, 옵티머스는 다이노봇들을 해방시키고 결투 재판을 통해 그들의 충성을 얻어 오토봇의 승리에 필수적인 존재가 된다.
록다운은 옵티머스와 다이노봇들을 다시 잡기 위해 돌아와 거대한 자석을 사용하여 파괴를 일으킨다. 자석을 무력화시킨 후 옵티머스는 록다운과 싸운다. 이어진 결투에서 옵티머스는 케이드를 구하기 위해 애팅거를 죽이지만, 방해로 인해 록다운은 검으로 옵티머스를 묶는다. 케이드는 록다운과 일대일로 싸우고, 테사와 셰인은 견인 트럭을 사용하여 옵티머스를 풀어준다. 옵티머스는 록다운을 죽인 후 록다운의 수류탄으로 남은 드론들을 물리친다. 갈바트론은 돌아올 것을 맹세하며 후퇴한다. 옵티머스는 오토봇들에게 예거 가족을 보호해달라고 부탁하고, 조슈아는 그들이 새로운 집을 짓는 것을 돕겠다고 제안한다. 그런 다음 옵티머스는 씨앗을 들고 우주로 날아가 크리에이터들에게 자신이 그들을 찾아갈 것임을 알리는 메시지를 보낸다.

## 캐스팅

### 트랜스포머(주요 등장인물)

#### 오토봇
- 옵티머스 프라임, 피터 컬런 (목소리) - 마몬 97 세미 트럭, 웨스턴 스타 트럭 (팬텀 커스텀 세미트레일러)
- 범블비 - 클래식 카마로 1967, 쉐보레 카마로 컨셉 2014
- 하운드, 존 굿맨 (목소리) - 오시코시 디펜스 미디엄 택티컬 비클
- 드리프트, 와타나베 켄 (목소리) - 부가티 베이론 그랜드 스포츠 비테세 2013, 사이버트론 헬리콥터
- 크로스 헤어, 존 디마지오 (목소리) - 쉐보레 코르벳 스팅레이 2014
- 래칫, 로버트 폭스워스 (목소리) - 험머 H2
- 리드풋 - 언하드 게네시 레이싱카 #42
- 브레인, 리노 윌슨 (목소리)[1]

#### 다이노봇
- 그림록 - 티라노사우루스
- 슬러그 - 트리케라톱스
- 스트레이프 - 익룡
- 스콘 - 스피노사우루스

#### 디셉티콘
- 갈바트론, 프랭크 웰커 (목소리) - 프라이트라이너 아고시 캡 오버 트레일러 트럭
- 스팅어 - 파가니 후에이라 2013
- 정크힙 - 웨이스트매니지먼트 트럭
- 트랙스 - 쉐보레 2013 트랙스
- 보스 - 그리핀 전투기
- 투 헤드 - 비클 불명

#### 기타
- 락다운, 마크 라이언 (목소리) - 람보르기니 아벤타도르 LP700-4 쿠페 2013
- 스틸조 - 사냥개 형상 트랜스포머
- 창조주

### 연기자
- 마크 월버그 - 케이드 예거
- 잭 레이너 - 셰인
- 니컬라 펠츠 - 테사 예거
- 켈시 그래머 - 해럴드 애틴저
- T. J. 밀러 - 루카스
- 소피아 마일스 - 달시
- 리빙빙 - 쑤웨밍
- 스탠리 투치 - 조슈아 박사
- 한경 - 카메오 출연

## 기타
문법적으로 볼 때 Age of Extinction을 '사라진 시대'가 아닌 멸종의 시대라고 해석하는 편이 올바르다.